# 奧萊諾康斯坦丁尼夫卡
47°43′32″N 36°11′1″E / 47.72556°N 36.18361°E
奧萊諾康斯坦丁尼夫卡（羅馬化：Olenokostiantynivka），2016年前名為若夫特內韋（羅馬化：Zhovtneve，直译：「十月」），是位於烏克蘭南部的村莊，由扎波羅熱州波洛希區的沃茲德維日夫卡市鎮負責管轄。該村距離澤萊內和普里盧基2公里，始建於1917年，面積0.62平方公里，海拔高度100米，2001年人口43。